# Gondz
Gondz – nazwisko aktualnie nie występujące w granicach współczesnej Polsce. Wydaje się być rodzime dla Kopyczyniec i okolic (obecny obwód tarnopolski w zachodniej Ukrainie leżących na przejściu Podola w Wołyń.
Etymologia nazwiska Gondz nie jest sprecyzowana. Genpol.com podaje poniższe wytłumaczenie:
"nazwisko pochodzi od nazwy osobowej Gądek//Gędek, odnotowanej przez „Słownik staropolskich nazw osobowych” (t. II s. 92). Podstawę mogła stanowić forma gądać ‘grać, brząkać, rzępolić” – „śpiewajcie jemu, a gądźcie jemu”, „niech świnia gdy nie umie na dudach nie gędzie” lub gędek ‘grajek’ (tzw. „Słownik warszawski” t. I, s. 815-817). Ewentualnie od nazwy miejscowej Gondek „stacja drogi żelaznej z Poznania do Jarocina, o 15 km od Poznania, 166 mk.”
Dziewiętnastowieczne wpisy w rzymskokatolickich księgach parafialnych Kopyczyniec dla wsi Kotówka i Teklówka zawierają oprócz formy Gondz także: 
- Gądzów (r.ur.1801),  Gązów (r.ur.1803), Gondz (r.zg. 1820), Gądz (r.ur.1824/1825),
- Gondz lub Gondza (r.ur.1826), Gondza (r.ur.1828), Gądz (r.ur.1845), Gondz (r. zg.1845),
- Gonz (r.ur.1846, 1849), Gondza (r.ur.1857), Gonz r.śl.1879) oraz Gondz (r.śl.1920).

Taka różnorodność może być wynikiem niekonsekwencji w pisowni albo wynikiem fonetycznego zapisu nazwiska. Obecnie (XX/XXI w.) istnieje 124  nosicieli tego nazwiska (ГОНДЗ) na Ukrainie z czego 65% znajduje się w Kopyczyńcach i pobliskiej Kotówce. W sumie rejon husiatyński skupia ich 76% a wraz z sąsiedzkim rejonem trembowelskim 81%. 
Nieznaczna liczba Gondzów w ramach etnicznych czystek po roku 1945 wyjechała do Polski, ale wykaz prof. Ramuta z  lat 1990. nie wykazuje już żadnego. 
Na początku XX w. kilka osób o nazwisku Gondz zostało zarejestrowanych na przejściu granicznym na wyspie Ellis w mieście Nowym Jorku (patrz poniższa tabela), jednakże rozpłynęli się w społeczeństwie amerykańskim i obecne spisy nie wykazują żadnego. Jedynie w Kanadzie mieszka kilkunastu nosicieli tego nazwiska z pewnym skupieniem w mieście Saskatoon (prow. Saskatchewan), z tym że autorowi nie jest znane ich pochodzenie.